# Józef Nguyễn Đình Nghi
Św. Józef Nguyễn Đình Nghi (wiet. Giuse Nguyễn Đình Nghi) (ur. ok. 1793 r. w Kẻ Vồi w Wietnamie – zm. 8 listopada 1840 r. w Bảy Mẫu w Wietnamie) – ksiądz, męczennik, święty Kościoła katolickiego.
Józef Nguyễn Đình Nghi urodził się w średnio zamżnej rodzinie. W wieku 30 lat przyjął święcenia kapłańskie. Pracował w parafiach: Sơn Miêng (przez rok), Kẻ Vạc (przez 4 lata), Phúc Nhạc i Đa Phạn przez 10 lat, a później w Kẻ Báng, gdzie został aresztowany podczas prześladowań w 1840 r. Ścięty 8 listopada 1840 r. z dwoma księżmi: Pawłem Nguyễn Ngân i Marcinem Tạ Đức Thịnh oraz dwoma innymi katolikami: Marcinem Thọ i Janem Chrzcicielem Cỏn.
Dzień wspomnienia: 24 listopada w grupie 117 męczenników wietnamskich.
Beatyfikowany 27 maja 1900 r. przez Leona XIII. Kanonizowany przez Jana Pawła II 19 czerwca 1988 r. w grupie 117 męczenników wietnamskich.